# أليكساندر يانيف
أليكساندر يانيف (بالبلغارية: Александър Янев)‏ مواليد 6 ديسمبر 1990 في فارنا، هو لاعب كرة سلة بلغاري. بدأ مسيرته الاحترافية في سنة 2006. يلعب مع نادي زادار لكرة السلة في الدوري الكرواتي لكرة السلة الدرجة الأولى.

## المسيرة الاحترافية
لعب مع باسكت مانريسا في الدوري الإسباني في موسم 2012–2013، ثم لعب مع نادي أكاديميك لكرة السلة في موسم 2013–2014، ثم لعب مع سان مارتن دي كوريينتس في الدوري الأرجنتيني في موسم 2015–2016، ثم لعب مع نادي زادار لكرة السلة في سنة 2017.

## روابط خارجية
- أليكساندر يانيف على موقع كرة السلة الأوروبية.كوم (الإنجليزية)
- أليكساندر يانيف على موقع ريلجم (الإنجليزية)
- أليكساندر يانيف على موقع بروبوليرز (الإنجليزية)
- أليكساندر يانيف على موقع سبورتس رفرنس (الإنجليزية)